# Consortium d'administration du plan de numérotation canadien
Le Consortium d'administration du plan de numérotation canadien (en anglais, Canadian Numbering Administration Consortium ou CNAC) est le consortium responsable de l'administration du plan de numérotation téléphonique canadien. Le consortium est règlementé par le Conseil de la radiodiffusion et des télécommunications canadiennes (CRTC).
Le consortium choisit et finance un administrateur neutre, appelé l'administrateur du plan de numérotation canadien, qui administre le plan de numérotation canadien.
Le consortium est aussi responsable de payer la partie canadienne du coût de l'administration du Plan de numérotation nord-américain. Ce paiement est fait à partir de redevances payées par les fournisseurs de services téléphoniques canadiens.